# Cep (trànsit)

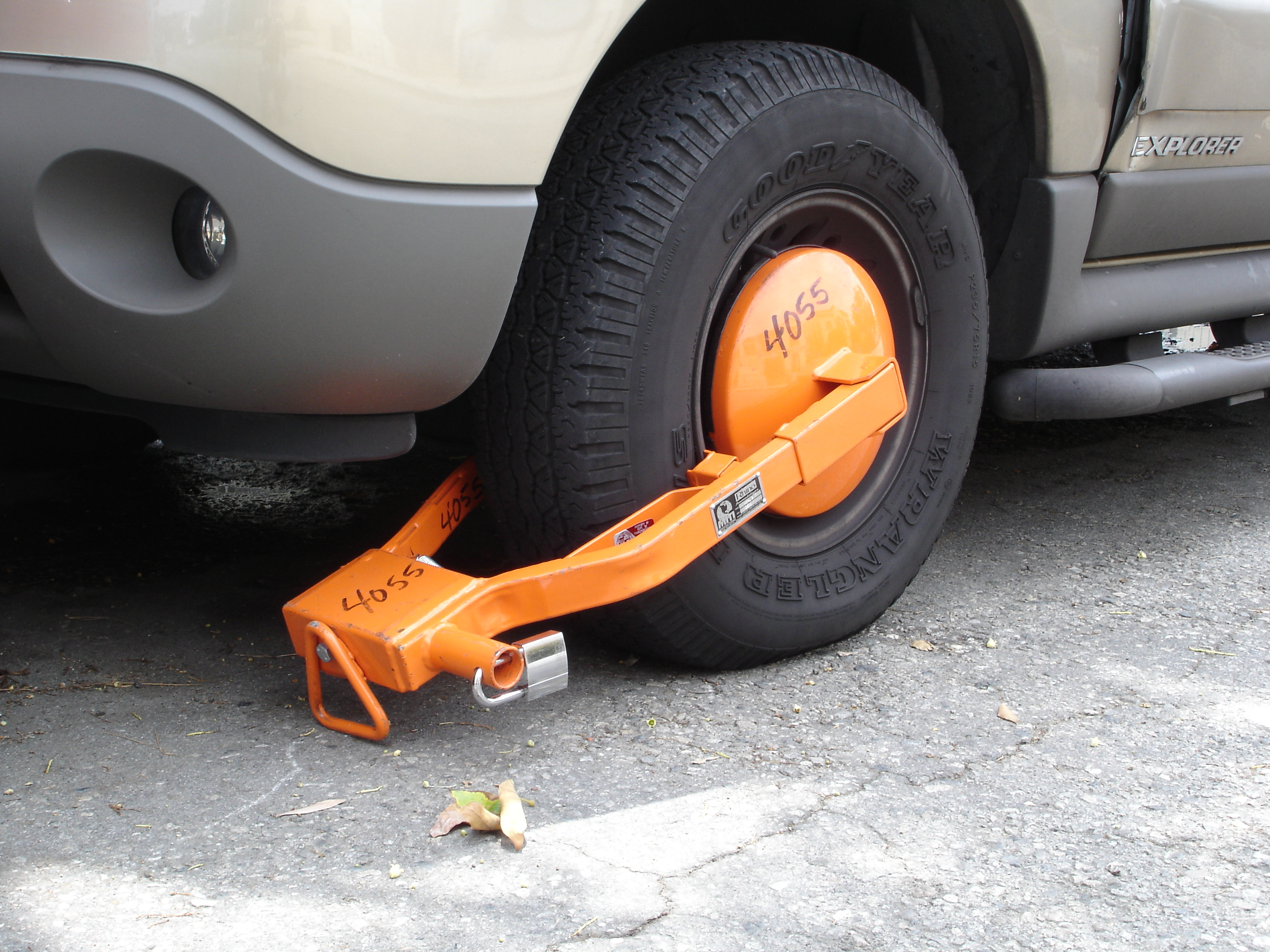
Vehicle immobilitzat per un cep.

En trànsit, un cep és un dispositiu amb l'objectiu d'immobilitzar un vehicle a partir de limitar el gir d'alguna de les rodes, preferentment alguna de les motrius o de les direccionals. Aquest, també, està dissenyat per impedir el canvi de la roda bloquejada.
Normalment és utilitzat per la policia, i habitualment, per impedir que l'usuari pugui utilitzar el vehicle amb la finalitat de la seguretat, tant pel mateix usuari, com per a tercers (taxa d'alcoholèmia, incompliment de permisos ...) però també pot ser utilitzat per infraccions d'aparcament.
També es pot utilitzar per impedir el robatori del vehicle però no garanteix que aquest pugui ser objecte del vandalisme.